# Radosław Zenderowski
Radosław Damian Zenderowski (ur. 28 października 1974 w Cieszynie) – polski socjolog i politolog, profesor nauk humanistycznych, profesor zwyczajny w Katedrze Stosunków Międzynarodowych i Studiów Europejskich Uniwersytetu Kardynała Stefana Wyszyńskiego w Warszawie, kierownik tej katedry. 

## Życiorys
Absolwent Technikum Hotelarskiego w Wiśle (1994). W latach 1994–1999 studiował nauki polityczne w Akademii Teologii Katolickiej w Warszawie. W 2001 uzyskał stopień doktora nauk humanistycznych w zakresie socjologii na Wydziale Nauk Historycznych i Społecznych UKSW w Warszawie na podstawie pracy Problem reintegracji miast podzielonych granicą państwową na przykładzie Cieszyna i Českého Těšína napisanej pod kierunkiem Henryka Skorowskiego. W 2008 obronił rozprawę habilitacyjną z nauk o polityce w Instytucie Studiów Politycznych Polskiej Akademii Nauk na podstawie pracy Nad Tatrami błyska się… Słowacka tożsamość narodowa w dyskursie politycznym w Republice Słowackiej (1989–2004). 9 września 2013 postanowieniem Prezydenta RP otrzymał tytuł naukowy profesora nauk humanistycznych.
Od 2001 zatrudniony w charakterze pracownika naukowo-dydaktycznego Instytutu Politologii Uniwersytetu Kardynała Stefana Wyszyńskiego. Od 2006 profesor nadzwyczajny w Katedrze Stosunków Międzynarodowych (Wydział Zarządzania) Górnośląskiej Wyższej Szkoły Handlowej im. Wojciecha Korfantego w Katowicach (od 2006). Od 2010 prowadzi zajęcia dydaktyczne na Wydziale Zamiejscowym w Wiedniu tejże uczelni; w latach 2014–2019 prowadził zajęcia dydaktyczne w Hornoslezská vysoká škola obchodní v Katovicích – Zahraniční fakulta v Ostravě (Republika Czeska). W latach 2008–2012 pełnił funkcję zastępcy dyrektora, a od 2012 dyrektora Instytutu Politologii (w latach 2019-2024 – Instytutu Nauk o Polityce i Administracji) na Wydziale Społeczno-Ekonomicznym UKSW.
Zajmuje się naukowo Europą Środkową (w tym problematyką tożsamości narodowej, politycznej i kulturowej oraz kwestiami integracyjnymi), ze szczególnym uwzględnieniem Republiki Czeskiej i Słowacji. Inne pola zainteresowań badawczych: konflikty etniczne w Europie Środkowo-Wschodniej i na Bałkanach, polityka etniczna, relacje polityka – religia (politologia religii), granice i pogranicza, teoria stosunków międzynarodowych. 
Był prezesem warszawskiego oddziału Polskiego Towarzystwa Nauk Politycznych (2006–2009). Od 2014 członek Rady Naukowej Polskiego Towarzystwa Studiów Europejskich. Został członkiem Komitetu Nauk Politycznych PAN na kadencję 2020–2023.
W latach 2020–2023 pełnił funkcję eksperta I Zespołu Nauk Społecznych Polskiej Komisji Akredytacyjnej (dyscyplina: nauki o polityce i administracji) oraz eksperta Słowackiej Agencji Akredytacyjnej ds. Szkolnictwa Wyższego.
Uczestniczył w Radzie Naukowej studium doktoranckiego w obszarze Współczesna historia Europy Środkowej, działającego na Uniwersytecie Śląskim w Opawie Republika Czeska) w ramach Wydziału Polityk Publicznych – członek (2017–2024).
W młodości wyczynowo trenował pływanie w klubie MKS Delfin Cieszyn. Mieszka w Cieszynie. Ma dwoje dzieci: Marcela Cyryla (ur. 2007) i Aleksandrę Konstancję (ur. 2012).

## Odznaczenia
Odznaczony m.in. Medalem Komisji Edukacji Narodowej (2004) oraz Brązowym Krzyżem Zasługi (2009), Medalem Stulecia Odzyskanej Niepodległości (2021). 
Wyróżniony nagrodą Rektora UKSW w Warszawie „za szczególne osiągnięcia w działalności naukowej i organizacyjnej w 2022 roku” (2023) oraz nagrodą Zarządu Głównego Polskiego Towarzystwa Nauk Politycznych za artykuł pt. O tożsamości Europy Środkowej, opublikowany w „Chrześcijaństwo-Świat-Polityka” (2023).

## Wybrane publikacje
Podręczniki i monografie
- Rudowski A., Zenderowski R., Integracja europejska. Geneza – funkcjonowanie – perspektywy. Skrypt, Wydawnictwo Uniwersytetu Kardynała Stefana Wyszyńskiego, Warszawa 2002. Rozdziały: 1,2,3,6,7, ss. 165.
- Sowiński S., Zenderowski R., Europa drogą Kościoła. Jan Paweł II o Europie i europejskości, Zakład Narodowy im. Ossolińskich – Wydawnictwo Ossolineum, Wrocław-Warszawa-Kraków 2002/03. Rozdziały: 1 i 2, ss. 318.
- Zenderowski R., Praca magisterska. Jak pisać i obronić. Wskazówki metodologiczne, Wyd. CeDeWu, Warszawa 2004, ss. 130.
- Zenderowski R., Stosunki międzynarodowe. Uczestnicy – ich miejsce i rola w systemie międzynarodowym, Wydawnictwo Uniwersytetu Kardynała Stefana Wyszyńskiego, Warszawa 2004, ss. 237.
- Zenderowski R. (red.), Europa Środkowa: wspólnota czy zbiorowość?, Zakład Narodowy imienia Ossolińskich – Wydawnictwo Ossolineum, Wrocław-Warszawa-Kraków 2004, ss. 248.
- Zenderowski R., Technika pisania prac magisterskich, Wyd. CeDeWu, Warszawa 2005, ss. 141.
- Cebul K., Zenderowski R., Wstęp do nauki o polityce, państwie i prawie, Wyd. UKSW, Warszawa 2006. Rozdziały: I–V, ss. 158.
- Zenderowski R., Stosunki międzynarodowe. Vademecum, Wyd. Atla2, Wrocław 2006, ss. 669.
- Zenderowski R., Nad Tatrami błyska się… Słowacka tożsamość narodowa w dyskursie politycznym w Republice Słowackiej (1989–2004), Wydawnictwo Uniwersytetu Kardynała Stefana Wyszyńskiego, Warszawa 2007, ss. 590.
- Rudowski A., Zenderowski R. (red.), Zjawiska i procesy dezintegracji w postzimnowojennej Europie, Wydawnictwo UKSW, Warszawa 2009, ss. 441 (książka otrzymała pozaregulaminową nagrodę dziennikarzy w ramach XIII Dni Książki Naukowej w Poznaniu).
- Zenderowski R., Cebul K., Krycki M., Międzynarodowe stosunki kulturalne, Wydawnictwo Naukowe PWN, Warszawa 2010, ss. 424.
- Pawlik K., Zenderowski R., Dyplom z Internetu. Jak korzystać z Internetu pisząc prace dyplomowe?, Wyd. CeDeWu, Warszawa 2010, ss. 180.
- Zenderowski R., Religia a tożsamość narodowa i nacjonalizm w Europie Środkowo-Wschodniej. Między etnicyzacją religii a sakralizacją etnosu (narodu), Wydawnictwo Uniwersytetu Wrocławskiego, Wrocław 2011, ss. 315.
- Zenderowski R., Pieńkowski J., Kwestie narodowościowe w Europie Środkowo-Wschodniej. Tom 1: Zagadnienia teoretyczne, Dom Wydawniczy Elipsa, Warszawa 2014, ss. 227.
- Zenderowski R., Koziński B., Różnice kulturowe w biznesie, Wyd. CeDeWu, Warszawa 2012, ss. 329.
- Zenderowski R. (red.), My już jesteśmy zjedzeni… Rola i znaczenie prawosławia w konflikcie etnicznym w Dolinie Preszewa, Wyd. Instytut Politologii UKSW, Warszawa 2012, ss. 489. zenderowski.republika.pl. [zarchiwizowane z tego adresu (2018-01-29)]..
- Zenderowski R., Koziński B., Uwarunkowania polityki zagranicznej Rzeczypospolitej Polskiej, Wydawnictwo Uniwersytetu Kardynała Stefana Wyszyńskiego, Warszawa 2015, ss. 247.
- Baluk W., Chałupczak H., Zenderowski R. (red.), Polityka etniczna współczesnych państw Europy Środkowo-Wschodniej, Wydawnictwo UMCS, Lublin 2015, ss. 578.
- Baluk W., Chałupczak H., Zenderowski R. (red.), Ethnic policy in contemporary East Central European countries, Wydawnictwo UMCS, Lublin 2015, ss. 536.
- Zenderowski R., Pieńkowski J., Kwestie narodowościowe w Europie Środkowo-Wschodniej. Tom 2: Od końca XVIII wieku do Jesieni Narodów, Dom Wydawniczy Elipsa, Warszawa 2015, ss. 316.
- Zenderowski R., Pieńkowski J., Kwestie narodowościowe w Europie Środkowo-Wschodniej. Tom 3: Jesień Narodów i jej konsekwencje, Dom Wydawniczy Elipsa, Warszawa 2016, ss. 197.
- Rydliński B., Sowiński S., Zenderowski R. (red.), Wolność: wieczne wyzwanie, Wydawnictwo Uniwersytetu Kardynała Stefana Wyszyńskiego – Fundacja Konrada Adenauera, Warszawa 2018, ss. 826.
- Zenderowski R., Michalak R., Polityka wyznaniowa. Aspekty teoretyczne i egzemplifikacje, Wyd. Uniwersytet Zielonogórski, Wydawnictwo Morpho, Zielona Góra 2018, ss. 195. ISBN 978-83-62352-50-0.
- Zenderowski R., Pieńkowski J., Etniczność i religia w Europie Środkowo-Wschodniej. Ujęcie statystyczne 1989–2019, CeDeWu, Warszawa 2020, ss. 162. ISBN 978-83-8102-351-1.
- Zenderowski R. (red.), Mieliśmy swój dom, w którym byliśmy szczęśliwi… Konflikty etniczne na terytorium byłej Jugosławii w narracjach uchodźców i imigrantów z państw postjugosłowiańskich mieszkających w Austrii, Wydawnictwo Naukowe UKSW, Warszawa 2019, ss. 138. ISBN 978-83-8090-548-1.
- Cebul K., Zenderowski R. (red.), Państwa Europy Środkowej i Bałkanów wobec kryzysu migracyjnego, CeDeWu, Warszawa 2020, ss. 173. ISBN 978-83-8102-326-9.
- Cichos K., Sobkowiak J.A., Sadowski R.F., Zbarachewicz B., Zenderowski R., Dziekoński S. (red.), Sustainable Development Goals and the Catholic Church. Catholic Social Teaching and the UN’s Agenda 2030, Routledge, London 2020, ss. 294. ISBN (el. version): 9781003053620, https://doi.org/10.4324/9781003053620.
- Janák D., Skibiński T., Zenderowski R. (ed.), Conflict – Competition – Cooperation in Central Europe in the 20th And 21st Centuries. The Intricacies of the Polish-Czech Relations, Wyd. Instytut Nauk o Polityce i Administracji UKSW, Warszawa 2020, ss. 253. ISBN 978-83-961204-1-0.
- Janák D., Skibiński T., Zenderowski R. (red.), Konflikt – rywalizacja – współpraca w Europie Środkowej w XX-XXI wieku. Meandry stosunków polsko-czeskich, Wydawnictwo Naukowe UKSW, Warszawa 2021, ss. 326. ISBN 978-83-8090-964-9.
- Zenderowski R. (red.), Lokalne polityki pamięci w mieście podzielonym granicą państwową. Cieszyn – Těšín – Teschen, Instytut Nauk Politycznych i Administracji, Warszawa – Cieszyn 2021, ss. 137. ISBN (wersja drukowana) 978-83-961204-3-4; ISBN (wersja elektroniczna) 978-83-961204-2-7.
- Pogłódek A., Szmulik B., Zenderowski R. (red.), Wprowadzenie do nauki o państwie, polityce i prawie, Wolters Kluwer, Warszawa 2022, ss. 475. ISBN 978-83-8246-920-2.
- Zenderowski R., Pieńkowski J., Etniczność i religia w Europie Środkowo-Wschodniej. Ujęcie statystyczne 1989-2019, CeDeWu, Warszawa 2020, ss. 162. ISBN 978-83-8102-351-1.
- Dębicki M., Zenderowski R., Dlaczego Cieszyn (nie) jest stolicą Europy Środkowej? Idiosynkratyczne mniemania o charakterze miasta, Wydawnictwo Naukowe UKSW, Warszawa 2021, ss. 248. ISBN 978-83-8281-046-2 (wersja drukowana), 978-83-8281-047-9 (wersja elektroniczna).
- Zenderowski R., Preferencje polityczne zaolziańskich Polaków po „aksamitnej rewolucji”, Wydawnictwo Episteme, Lublin 2021, ss. 191. ISBN 978-83-65172-41-9 (wersja elektroniczna).
- Zenderowski R., Geopolityka Trójmorza. Przestrzeń - Historia - Dawne idee i współczesne koncepcje, „Three Seas Initiative Insight – Barometer 2”, Warszawa 2021, ss. 87. ISBN 978-83-959986-2-1 (wersja elektroniczna).
- Zenderowski R., A(na)lfabet Bałkańskiego (U)czucia - Pierwsza na świecie książka powstała bez udziału autora, Cieszyn 2023, ss. 230. ISBN 978-83-9669-040-1.
- Zenderowski R., Dziadzia B., Park Pokoju. Przewodnik dla myślących karykaturalnie, Cieszyn 2024, Wyd. La Republica Populorum della Capibara Grande, ss. 230. ISBN 978-83-970689-8-8 (wersja drukowana); 978-83-970689-3-3 (wersja cyfrowa).
- Rudowski A., Zenderowski R. (red.), Ceaușescu chciał nas porozciągać po całej Rumunii. Polacy na rumuńskiej Bukowinie. Społeczeństwo – kultura – polityka, Wydawnictwo Naukowe UKSW, Warszawa, 2022, ss. 157. ISBN: 9788382810387.
- Wiśniewski R., Szyszlak E., Zenderowski R. (red.), Cultural Security. Theory – Selected Aspects – Case Studies, Peter Lang Verlag, Berlin, Bern, Bruxelles, New York, Oxford, Warszawa, Wien 2023, ss. 304. ISBN: 9783631899694. DOI: 10.3726/b20693.
- Karczewski D., Zenderowski R. (red.), Bezpieczeństwo granic – granice bezpieczeństwa, Wydawnictwo Instytutu De Republica, Warszawa 2023, ss. 505. ISBN: 978-83-67253-67-3.
- Zenderowski R., Przedmowa do wydania polskiego, w: S. Balík i in., Jakość demokracji w Republice Czeskiej, Wydawnictwo Sejmowe, Warszawa 2022, ss. 5-39. ISBN: 9788376667089.
- Zenderowski R., Europa Środkowa nie jest państwem, lecz kulturą, losem: Kundera na nowo odczytany, w. T. Stępniewski (red.), Zrozumieć Europę Środkową: od Haleckiego do Kłoczowskiego, Instytut Europy Środkowej, Lublin 2022, s. 64-81. https://ies.lublin.pl/monografie/zrozumiec-europe-srodkowa-od-haleckiego-do-kloczowskiego/ ISBN: 978-83-66413-98-6.
- Rudowski A., Zenderowski R., Aktywność polityczna (wyborcza) Polaków na rumuńskiej Bukowinie, w: A. Rudowski, R. Zenderowski (red.), Ceaușescu chciał nas porozciągać po całej Rumunii. Polacy na rumuńskiej Bukowinie. Społeczeństwo – kultura – polityka, Wydawnictwo Naukowe UKSW, Warszawa 2022, s. 117-138. ISBN: 978-83-8281-038-7
- Rudowski A., Zenderowski R., Sytuacja społeczno-kulturalna Polaków zamieszkujących rumuńską Bukowinę, w: A. Rudowski, R. Zenderowski (red.), Ceaușescu chciał nas porozciągać po całej Rumunii. Polacy na rumuńskiej Bukowinie. Społeczeństwo – kultura – polityka, Wydawnictwo Naukowe UKSW, Warszawa 2022, s. 99-116.
- Zenderowski R., Miasto rodzinne w Europie Środkowej jako... ojczyźnie ekspatriantów / A home town in Central Europe as... The home of expatriates, w: I. French (red.), Miasto rodzinne. W stulecie urodzin Richarda Pipesa / Home town. On the Centenary of the Birth of Richard Pipes, Muzeum Śląska Cieszyńskiego, Cieszyn 2023, s. 28-50. ISBN: 978-83-962090-1-6.
- Zenderowski R., A közép-európaiság mint transznacionális identitás, w: M. Kowalczyk (red.) A vezérhajó. Lengyelország és Kozép-Európa lengyel szemmel, Instytut Współpracy Polsko-Węgierskiej im. Wacława Felczaka, Warszawa 2024, s. 195-211, ISBN 978-83-971115-0-9.
- Zenderowski R., O tożsamości Europy Środkowej, „Chrześcijaństwo – Świat – Polityka” 2022 nr 26, s. 117-153. DOI: https://doi.org/10.21697/CSP.2022.26.1.05.
- Zenderowski R., Słowackie mity państwowotwórcze w dyskursie politycznym „młodego” państwa, “Myśl Polityczna. Political Thought” 2022 nr 4, s. 27-56. ISSN 2658-2295; e-ISSN 2720-2283.
- Zenderowski R., Foreign policy towards civilization megatrends in world politics, „Stosunki Międzynarodowe – International Relations” 2024 nr 1, s. 1-9. DOI: doi.org/10.12688/stomiedintrelat.17705.1).